# Xenopholis
Genre
Xenopholis est un genre de serpents de la famille des Dipsadidae.

## Répartition
Les 3 espèces de ce genre se rencontrent en Amérique du Sud.

## Liste des espèces
Selon The Reptile Database (27 août 2013) :
- Xenopholis scalaris (Wucherer, 1861)
- Xenopholis undulatus (Jensen, 1900)
- Xenopholis werdingorum Jansen, Álvarez & Köhler, 2009

## Publication originale
- Peters, 1869 : Über neue Gattungen und neue oder weniger bekannte Arten von Amphibien (Eremias, Dicrodon, Euprepes, Lygosoma, Typhlops, Eryx, Rhynchonyx, Elapomorphus, Achalinus, Coronella, Dromicus, Xenopholis, Anoplodipsas, Spilotes, Tropidonotus). Monatsberichte der Königlich Preussischen Akademie der Wissenschaften zu Berlin, vol. 1869, p. 432-447 (texte intégral).